# María del Consuelo Sánchez Rodríguez
María del Consuelo Sánchez Rodríguez. Etnóloga, docente, investigadora especialista en pueblos originarios y política mexicana. 
Licenciada en Etnología egresada de la Escuela Nacional de Antropología e Historia del INAH. Estudió la Maestría y el Doctorado en la Universidad Nacional Autónoma de México en Estudios Latinoamericanos. Profesora e investigadora del Instituto Nacional de Antropología e Historia, su línea general de investigación es la Política. Durante la década de los ochenta se dedicó al canto. 

## Algunas publicaciones
- "La conformación étnico-nacional en Nicaragua"[3]
- "Los pueblos indígenas: del indigenismo a la autonomía"[4]
- "México diverso. El debate por la autonomía"[5]
- “Ciudad de pueblos: la macrocomunidad de Milpa Alta en la ciudad de México”

## Premios
- 1991. "La conformación étnico-nacional en Nicaragua". Premio Fray Bernardino de Sahagún a la mejor tesis del grado en las áreas de Etnografía, Etnología, Etnomusicología y Antropología Social, concedido por el INAH.[6]

- 2006. “Ciudad de pueblos: la macrocomunidad de Milpa Alta en la ciudad de México”. Ganadora del Primer Concurso de Ensayo Ciudad de México.[7] Aquí la autora describe las luchas de los 9 pueblos indígenas que conforman esta macrocomunidad; sus transformaciones para mantenerse vivas en la actualidad y que para protegerse de los despojos territoriales y obtener el reconocimiento del carácter político de sus autoridades han ido adaptando su organización y lucha a la nueva época, sin abandonar la idea de permanencia de los bienes comunales.[6]

## Participación Política
En 2016 tomó el cargo de Diputada constituyente por el partido de Movimiento de Regeneración Nacional (MORENA). Integrante de 2 comisiones, la de Pueblos y Barrios Originarios y Comunidades Indígenas Residentes y en la de Ciudadanía, Ejercicio Democrático y Régimen de Gobierno.